# Józef Świrski

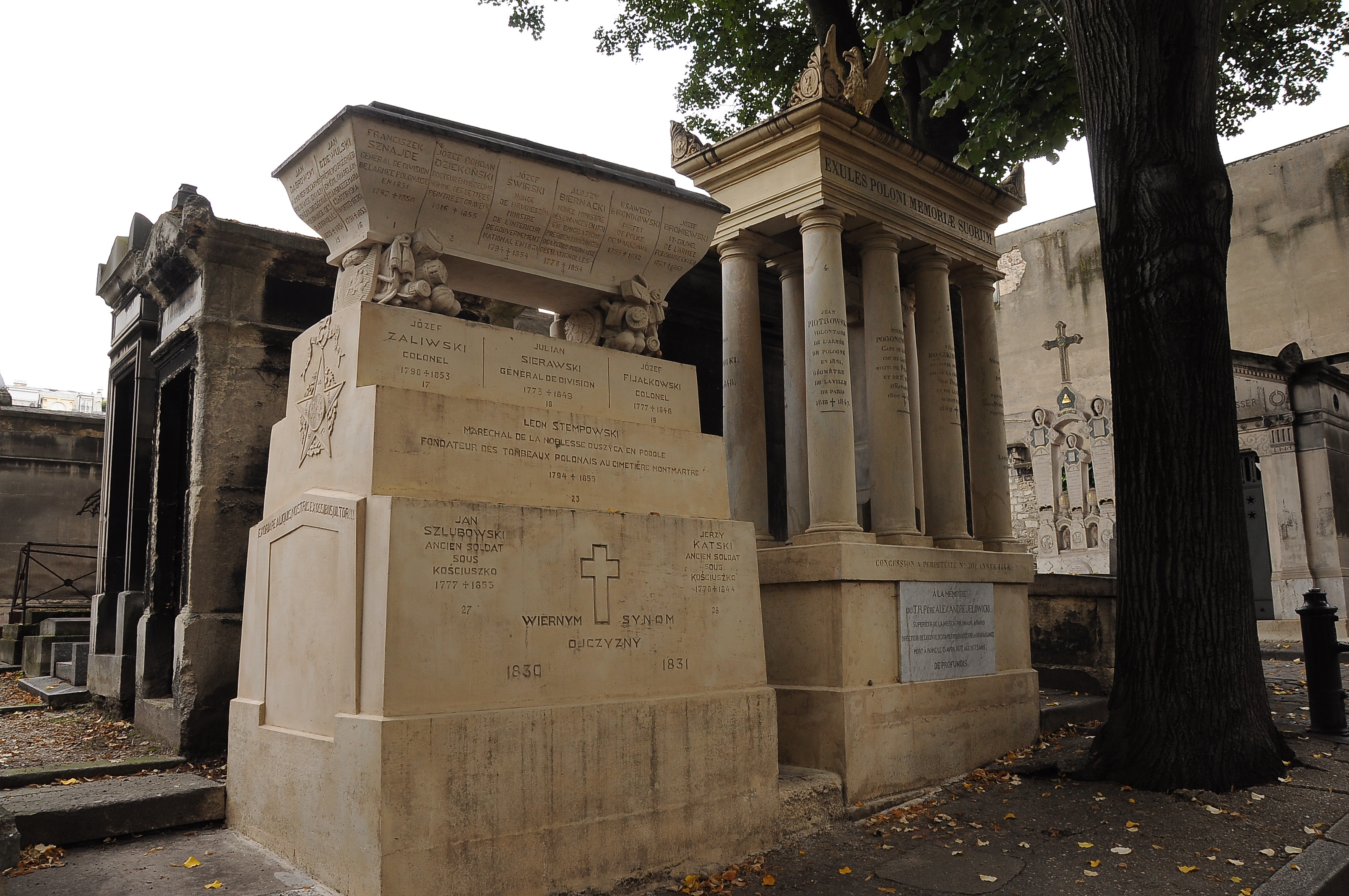
Grób Józefa Świrskiego na cmentarzu Montmartre (po lewej stronie)

Józef Świrski herbu Szaława (ur. 1784, zm. 4 stycznia 1854 w Paryżu) – ostatni minister spraw wewnętrznych Rządu Narodowego w powstaniu listopadowym w 1831, poseł z powiatu hrubieszowskiego na sejm 1830-1831 roku. 
Wstąpił do armii Księstwa Warszawskiego, w 1813 odznaczony Krzyżem Legii Honorowej. Poseł hrubieszowski na Sejm Królestwa Kongresowego w 1825 i 1830.
W czasie powstania listopadowego przyczynił się do odebrania stanowiska wodza naczelnego gen. Janowi Zygmuntowi Skrzyneckiemu. 
Po upadku powstania został wykluczony z amnestii carskiej a jego dobra uległy konfiskacie. 10 października 1832 przybył do Francji. Stronnik księcia Adama Jerzego Czartoryskiego. Był członkiem sejmu powstańczego na emigracji. W 1833 współzałożyciel i członek kierownictwa Związku Jedności Narodowej. W 1833 udał się do Galicji jako emisariusz tej organizacji. W 1834 roku skazany przez władze rosyjskie na ścięcie za udział w powstaniu listopadowym. Członek Towarzystwa Literackiego od 1832. 
Pochowany na Cmentarzu Montmartre.